# Campeonato Roraimense de Futebol de 2013
O Campeonato Roraimense de Futebol de 2013 foi a 58.ª edição do futebol do estado de Roraima. Apenas o campeão disputará a Copa do Brasil de 2014, e o campeão da Taça Boa Vista disputa o Campeonato Brasileiro de Futebol da Série D de 2013.

## Taça Boa Vista(Primeiro Turno)

### Rodadas
| 6 de abril | Baré       | 1 - 1 | GAS     | Ribeirão |
| 17:00      | Michel 20' |       | 44' Edu |          |

| 6 de abril | São Raimundo | 0 - 0 | Náutico | Ribeirão |
| 18:50      |              |       |         |          |

| 13 de abril | Atlético Roraima | 1 - 1 | Baré | Ribeirão              |
| 17:00       |                  |       |      | Árbitro: José Ordilio |

| 13 de abril | Náutico | 1 - 0 | GAS | Ribeirão                                 |
| 18:50       |         |       |     | Árbitro: Gervalio Taigo de Carvalho Lira |

| 20 de abril | GAS | 0 - 3 | São Raimundo | Ribeirão |
| 17:00       |     |       |              |          |

| 20 de abril | Atlético Roraima | 2 - 2 | Náutico | Ribeirão |
| 18:50       |                  |       |         |          |

| 27 de abril | São Raimundo                  | 2 - 1 | Atlético Roraima | Ribeirão |
| 17:00       | Maranhão 1' Marcelo Bento 70' |       | Cleber 48'       |          |

| 27 de abril | Baré                       | 3 - 4 | Náutico                                             | Ribeirão |
| 18:50       | Ney 20' Vitor 40' Gean 70' |       | Heitor 18' Laércio 36' Garrinchinha 75' Evandro 88' |          |

| 4 de maio | GAS                      | 2 - 2 | Atlético Roraima    | Ribeirão |
| 17:00     | Henrique 36' Zezinho 81' |       | Cleber 7' Ednei 54' |          |

| 4 de maio | Baré | 1 - 0 | São Raimundo | Ribeirão |
| 18:50     |      |       |              |          |

### Desempenho por rodada
Clubes que lideraram ao final de cada rodada:
| Rodadas | Rodadas | Rodadas | Rodadas | Rodadas |
| ------- | ------- | ------- | ------- | ------- |
| 1       | 2       | 3       | 4       | 5       |
| BAR     | NAU     | NAU     | NAU     | NAU     |
| GAS     | NAU     | NAU     | NAU     | NAU     |

Clubes que ficaram na última posição ao final de cada rodada:
| Rodadas | Rodadas | Rodadas | Rodadas | Rodadas |
| ------- | ------- | ------- | ------- | ------- |
| 1       | 2       | 3       | 4       | 5       |
| SRA     | GAS     | GAS     | GAS     | GAS     |
| NAU     | GAS     | GAS     | GAS     | GAS     |
| ARR     | GAS     | GAS     | GAS     | GAS     |

| Taça Boa Vista de 2013      |
| --------------------------- |
|                             |
| Náutico Campeão (1º título) |

## Taça Roraima(Segundo Turno)

### Rodadas
| 11 de maio | GAS | 1 - 4 | São Raimundo | Ribeirão |
| 17:00      |     |       |              |          |

| 11 de maio | Atlético Roraima | 1 - 2 | Náutico | Ribeirão |
| 18:50      |                  |       |         |          |

| 15 de maio | Náutico | 0 - 2 | GAS                        | Ribeirão                |
| 19:00      |         |       | 52' Soldado · 54' Marcinho | Árbitro: Gervalio Taigo |

| 15 de maio | São Raimundo | 0 - 1 | Baré    | Ribeirão             |
| 20:50      |              |       | Nei 10' | Árbitro: Yungo Paiva |

| 18 de maio | Baré | 3 - 1 | GAS | Ribeirão                 |
| 17:00      |      |       |     | Árbitro: Rafael Carvalho |

| 18 de maio | Atlético Roraima | 0 - 3 | São Raimundo | Ribeirão                   |
| 18:50      |                  |       |              | Árbitro: Zacarias Santiago |

| 22 de maio | GAS                                       | 3 - 2 | Atlético Roraima      | Ribeirão                    |
| 20:00      | 49' Fernando · 65' Breno · 90+3' Fernando |       | Natan 19' · Natan 80' | Árbitro: José Ordilo Soares |

| 22 de maio | Baré              | 2 - 2 | Náutico                     | Ribeirão             |
| 20:50      | Nei 23' · Nei 67' |       | 37' Garrincha · 80' Eduardo | Árbitro: Yungo Paiva |

| 25 de maio | São Raimundo                                                             | 5 - 0 | Náutico | Ribeirão                                |
| 18:00      | Cacau 11' · Thiago Brandão 32' · Stanley 51' · Cacau 75' · Romarinho 84' |       |         | Público: 370 Árbitro: Zacarias Santiago |

| 25 de maio | Baré | 0 - 1 | Atlético Roraima | Ribeirão |
| 19:50      |      |       | Natan 54'        |          |

### Desempenho por rodada
Clubes que lideraram ao final de cada rodada:
| Rodadas | Rodadas | Rodadas | Rodadas | Rodadas |
| ------- | ------- | ------- | ------- | ------- |
| 1       | 2       | 3       | 4       | 5       |
| SRA     | SRA     | BAR     | BAR     | SRA     |

Clubes que ficaram na última posição ao final de cada rodada:
| Rodadas | Rodadas | Rodadas | Rodadas | Rodadas |
| ------- | ------- | ------- | ------- | ------- |
| 1       | 2       | 3       | 4       | 5       |
| GAS     | ARR     | ARR     | ARR     | ARR     |

| Taça Roraima de 2013             |
| -------------------------------- |
|                                  |
| São Raimundo Campeão (2º título) |

## Final
| 29 de maio | Náutico | (5) 0 - 0 (4) | São Raimundo | Ribeirão                                |
| 19:00      |         |               |              | Público: 439 Árbitro: Zacarias Santiago |

## Premiação
| Campeonato Roraimense 2013  |
| --------------------------- |
|                             |
| Náutico Campeão (1º Titulo) |